# 中国共産党甘粛省委員会
中国共産党甘粛省委員会（ちゅうごくきょうさんとうかんしゅくしょういいんかい）は中国共産党に所在する甘粛省を運営する組織である。
中国共産党甘粛省委員は中国共産党甘粛省大会という選挙によって選出される。大会が開催されていない期間は、中国共産党中央委員会の指示を甘粛省で実行し、甘粛省の行動を指導し、中国共産党中央委員会に定期的に報告する。

## 沿革
1949年8月、中国共産党甘粛省工作委員会に建立。

## 職責
『中国共産党地方委員会工作条例』によると、中国共産党地方委員会は主に政治、思想と組織指導を実行し、以下の職能を担う：
1. 地域の主要な問題についての意思決定を行う。
2. 法的手続きを通じて、党組織の主張を地方の規制、地方政府の規則又はその他の政令にする。
3. 地域の思想文化宣伝工作に対する指導を強化し、イデオロギー工作の指導権、発言権をしっかりと掌握する。
4. 幹部管理権限に従い幹部を任免し、管理し、地方国家機関、政協組織、人民団体、国有企業事業単位等に重要幹部を推薦する。
5. 人民代表大会、政府、政治協商会議、裁判所、検察院、人民団体などが法により規約に基づき独立して責任を負い、協調一致して業務を展開することを支持・保証し、これらの組織における党グループの指導の核心的役割を発揮する。
6. 地域の群団活動と統一戦線活動に対する指導を強化する。
7. 所属する党組織と広範な党員を動員、組織し、大衆を団結させて党の目標任務を実現する。

## 構成機関
『甘粛省機構改革方案』によると、中国共産党甘粛省委員会には15の工作機関が設置され、工作機関が管理する機関（副庁級）が1つある。中国共産党甘粛省委員会は以下の機構を設置している：
- 中国共産党甘粛省委員会弁公庁

### スキル部門
- 中国共産党甘粛省委員会組織部
- 中国共産党甘粛省委員会宣伝部
- 中国共産党甘粛省委員会統一戦線工作部
- 中国共産党甘粛省委員会政法委員会

### 仕事部門
- 中国共産党甘粛省委員会組織部政策研究室
- 中国共産党甘粛省委員会組織部国家安全委員会弁公室
- 中国共産党甘粛省委員会網絡安全・情報化委員会弁公室
- 中国共産党甘粛省委員会財経委員会弁公室
- 中国共産党甘粛省委員会機構編成委員会弁公室
- 中国共産党甘粛省委員会軍民融合発展委員会弁公室
- 中国共産党甘粛省委員会台港澳工作弁公室
- 中国共産党甘粛省委員会巡回指導者小組弁公室
- 中国共産党甘粛省委員会老幹部局

### 派遣機関
- 中国共産党甘粛省委員会直属機関工作委員会

### 直属事業単位
- 中国共産党甘粛省委員会党校
- 甘粛社会主義学院
- 『甘粛日報（中国語版）』社
- 中国共産党甘粛省委員会党史研究院
- 甘粛省公文書館

……

### 作業組織が管理する機関
- 中国共産党甘粛省委員会機密局（省委員会弁公庁が管理する）

## 歴代の書記
| 肖像 | 氏名   | 就任       | 退任       | 注     |
| ---- | ------ | ---------- | ---------- | ------ |
|      | 張徳生 | 1949年7月  | 1954年6月  | [ 2 ]  |
|      | 張仲良 | 1954年6月  | 1961年1月  | [ 3 ]  |
|      | 汪鋒   | 1961年1月  | 1966年11月 | [ 4 ]  |
|      | 胡継宗 | 1966年11月 | 1967年2月  | [ 5 ]  |
|      | 冼恒漢 | 1971年2月  | 1977年6月  |        |
|      | 宋平   | 1977年6月  | 1981年1月  | [ 6 ]  |
|      | 馮紀新 | 1981年1月  | 1983年3月  | [ 7 ]  |
|      | 李子奇 | 1983年3月  | 1990年10月 | [ 8 ]  |
|      | 顧金池 | 1990年10月 | 1993年9月  | [ 9 ]  |
|      | 閻海旺 | 1993年9月  | 1998年4月  | [ 10 ] |
|      | 孫英   | 1998年4月  | 2001年1月  | [ 11 ] |
|      | 宋照粛 | 2001年1月  | 2003年8月  | [ 12 ] |
|      | 蘇栄   | 2003年8月  | 2006年7月  | [ 13 ] |
|      | 陸浩   | 2006年7月  | 2011年12月 | [ 14 ] |
|      | 王三運 | 2011年12月 | 2017年4月  | [ 15 ] |
|      | 林鐸   | 2017年3月  | 2021年3月  | [ 16 ] |
|      | 尹弘   | 2021年3月  | 2022年12月 | [ 17 ] |
|      | 胡昌升 | 2022年12月 | 現在       | [ 18 ] |

## 歴代の構成員
第十期省委（2002年4月22日－2007年4月28日）
- 書記：宋照粛（－2003年8月）、蘇栄（2003年8月－2006年7月）、陸浩（2006年7月－）
- 副書記：陸浩、仲兆隆、韓忠信、馬西林、陳学亨
- 常務委員：王軍、洪毅、徐守盛、洛桑·霊智多傑（藏）、陳宝生、黄亦純（女）

第十一期省委（2007年4月28日－2012年5月）
- 書記：陸浩（－2011年12月）、王三運（2011年12月－）
- 副書記：徐守盛、劉偉平
- 常務委員：陳宝生、蔣文蘭（女）、勵小捷、侯長安、劉巨魁、楊志明、馮健身、羅笑虎、劉立軍、姜信治

第十二期省委（2012年5月－2017年5月）
- 書記：王三運（－2017年4月）、林鐸（2017年3月－）
- 副書記：劉偉平（－2016年3月）、欧陽堅（－2017年3月）、林鐸（2016年3月－2017年3月）、唐仁健（2017年3月－）、孫偉（2017年3月－）
- 常務委員：王三運（－2017年4月）、劉偉平（－2016年4月）、欧陽堅（－2017年3月）、劉永富（－2013年11月）、羅笑虎（－2015年4月）、連輯（－2016年2月）、呉徳剛（－2016年11月）、沢巴足（藏族）（－2016年9月）、咸輝（女、回族）（－2016年9月）、張暁蘭（女）（－2016年8月）、虞海燕（－2017年1月）、李建華、傅伝玉（－2017年3月）、冉万祥（2014年1月－2015年4月）、王璽玉（2015年6月－）、李栄燦（2015年6月－）、梁言順（2016年1月－）、林鐸（2016年3月－）、馬世忠（2016年8月－）、劉昌林（2016年10月－）、孫偉（2017年3月－）、黄強（2017年3月－）、宋亮（2017年3月－）、唐仁健（2017年3月－）

第十三期省委（2017年5月－2022年5月）
- 書記：林鐸（－2021年3月）尹弘（2021年3月－）
- 副書記：唐仁健（－2020年12月）、孫偉（－2021年12月）、任振鶴（2020年12月－）、王嘉毅（2022年3月－)
- 常務委員：林鐸（－2021年3月）、唐仁健（－2020年12月）、孫偉（－2021年12月）、李栄燦（－2021年4月）、劉昌林（－2021年11月）、梁言順（－2017年12月）、馬世忠（－2018年8月）、黄強（－2018年6月）、宋亮（－2021年2月）、陳青（女）（－2020年1月）、王嘉毅、馬廷礼（回族）（2017年6月－）、蒲永能（2018年1月－）、李元平（2018年1月－2021年12月）、周学文（2018年9月－2020年1月）、胡焯（2018年11月－）、石謀軍（苗族）（2020年7月－）、任振鶴（2020年12月－）、尹弘（2021年3月-）、朱天舒（2021年6月－）、王賦（2021年12月－）、程暁波（2022年1月－）

第十四期省委（2022年5月至今）
- 書記：尹弘（－2022年12月）、胡昌升（2022年12月－）
- 副書記：任振鶴（土家族）、王嘉毅（－2022年12月）、石謀軍（苗族）（2023年12月－）
- 常務委員：尹弘（－2022年12月）、任振鶴（土家族）、王嘉毅（－2022年12月）、王賦、石謀軍（苗族）、朱天舒（－2023年7月）、程暁波、孫雪濤、劉長根、張錦剛（－2024年12月）、張永霞（女）、周偉（－2022年7月）、王文清（2022年9月－）、胡昌升（2022年12月－）、張偉（2022年12月－）、張暁強（2023年7月－）、李剛（2024年2月－）